# Kanton Les Cabannes
Kanton Les Cabannes (francouzsky Canton des Cabannes) je francouzský kanton v departementu Ariège v regionu Midi-Pyrénées. Tvoří ho 25 obcí.

## Obce kantonu
- Albiès
- Appy
- Aston
- Aulos
- Axiat
- Bestiac
- Bouan
- Les Cabannes
- Caussou
- Caychax
- Château-Verdun
- Garanou
- Larcat
- Larnat
- Lassur
- Lordat
- Luzenac
- Pech
- Senconac
- Sinsat
- Unac
- Urs
- Vèbre
- Verdun
- Vernaux